# Араї Хакусекі
Ара́ї Хакусе́кі(яп. 新井白石, あらいはくせき; 24 березня 1657 — 29 червня 1725) — японський політичний і державний діяч періоду Едо. Представник японського неоконфуціанства, історик, літературознавець, поет. Справжнє ім'я — Араї Кіммі. Псевдонім — Хакусекі.

## Короткі відомості
Народився 24 березня 1657 в місті Едо у самурайській родині з невеликого східнояпонського уділу Курурі. Його батько Араї Масанарі служив інспектором Цутії Тосінао, який був головою уділу і мав статус давнього васала сьоґунату Токуґава. Малолітній Хакусекі також поступив на службу до Цутії і невдовзі став його фаворитом.
1677 року у 21-річний віці Араї взяв участь у політичних міжусобицях всередині роду Цутія. Його партія програла і він був покараний ув'язненням. Проте через два роки Араї звільнився завдяки тому, що сьоґунат позбавив рід Цутія головування в Кукурі-хані. 1682 року він поступив на службу до сьоґунату, до старійшини Хотти Масатосі, але двома роками поспіль останній був убитий політичними опонентами.
1691 року Араї полишив рід Хотта і відкрив приватну школу на схід від Едоського замку. 1693 року, за рекомендацією наставника Кіносіти Дзюн'ана, він поступив на службу до голови Кофу-хану Токуґави Цунатойо лектором з неоконфуціанства й історії. В цей час Араї впорядкував історичне дослідження в дидактичному стилі «Генеалогія ханів», присвячене походженню та здобуткам найбільших самурайських родів.
1704 року Токуґава Цунатойо став офіційним спадкоємцем 5-м сьоґуна Японії, Токуґави Цунайосі. Прийнявши ім'я Токуґави Ієнобу, він перебрався жити до Едоського замку і взяв разом із собою Араїї. Останній був переведений на службу в Едо, де виконував обов'язки придворного історіографа та радника сьоґунського спадкоємця.
1709 року, після сходження 6-го сьоґуна Токуґави Ієнобу на посаду, Араї став постійно брати участь в нарадах центрального уряду. Незважаючи на незначне походження, його прирівняли до статусу хатамото, доручили землі з річним доходом у 1000 коку, надали 5-й молодший ранг та титул голови провінції Тікудзен. За ініціативи Араї сьоґунат провів реформу золотої і срібної валюти, складав церемоніал прийняття корейських послів сьоґуном, встановив нові мита і обмеження на імпорт ряду іноземних товарів. Історіограф також ініціював диспути довкола скасування практики насильної передачі буддистським монастирям доньок Імператорських принців і помилування італійського місіонера Джованні Сідотті. В ході розмов з останнім Араї склав «Збірку поглядів і дивних розповідей» (1709) та «Записи про почуте з Заходу» (1715). Крім цього він брав участь у розробці проекту поправок до «Законів для військових домів» і розв'язанні складних судових процесів.
1712 року, після смерті Ієнобу, Араї продовжував прислужувати 7-му сьоґуну Токуґаві Ієцуґу. Завдяки порадам першого період панування Ієцуґу отримав назву «благодатного правління».
Араї Хакусекі був неонфуціанцем чжусіанської школи. Проте більшість його робіт присвячені не філософії та етиці, а історії. Окрім «Генеалогії ханів», Араї склав курс лекцій «Додаток для історичних читань», праці з стародавньої історії Японії «Стародавня історія», «Діалоги з стародавньої історії», а також біографічну працю, яка має характер хроніки 17—18 століття, «Записи зломленого хмизу». Також у літньому віці він упорядкував «Питання до історії», які не збереглися.
Крім історії Араї займався вивченням географії, літератури, японської мови, фольклору, археології, релігії, військової справи, біології тощо. Він був автором дослідження і енциклопедичного словника «Східна вишуканість», який згодом використовували японські вчені Камо Мабуті та Мотоорі Норінаґа. Араї також зробив одні з перших етнологічних розвідок про айнів «Записи про едзо» та рюкюсців «Записи про південніостровів». Хоча у модерній Японії Араї вшановують як вченого, в Японії періоду Едо він вважався першокласним поетом. Його «Збірку віршів Хакусекі» високо оцінювали не лише вдома, а й в Кореї та Китаї.
Помер 29 червня 1725 в Едо. Поховали його у монастирі Хоїндзі в районі Асакуса.

## Праці
| Генеалогія ханів                    | 藩翰譜       | はんかんぷ       | Ханканпу           | 1702 |
| Збірка поглядів і дивних розповідей | 采覧異言     | さいらんいげん   | Сайран іґен        | 1709 |
| Записи про почуте з Заходу          | 西洋紀聞     | せいようきぶん   | Сеййо кібун        | 1715 |
| Додаток для історичних читань       | 読史余論     | とくしよろん     | Токусі йорон       | 1712 |
| Стародавня історія                  | 古史通       | こしつう         | Косіцу             | 1716 |
| Діалоги з стародавньої історії      | 古史通惑問   | こしつうわくもん | Косіцу вакумон     |      |
| Записи зломленого хмизу             | 折たく柴の記 | おりたくしばのき | Орітаку сіба но кі |      |
| Питання до історії                  | 史疑         | しぎ             | Сіґі               |      |
| Східна вишуканість                  | 東雅         | とうが           | Тоґа               |      |
| Записи про едзо                     | 蝦夷志       | えぞし           | Едзо-сі            |      |
| Записи про південні острови         | 南島志       | なんとうし       | Нанто-сі           |      |
| Збірка віршів Хакусекі              | 白石詩草     | はくせきしそう   | Хакусекі сісо      |      |

## Крилаті вирази
- Мале безслав'я сьогодні переростає у велике в майбутньому.
- Маєш великі плани — не женись за хвилинною вигодою.
- Не можна вірити тому, що люди говорять. Слід перевірити правдивість їхніх слів, детально перевіривши джерела.
- Говорити з опонентом мовою складних професійних термінів — пуста справа. Розмова має сенс, коли опонент розуміє, про що ти говориш.
- Говори не для себе, а насамперед для інших.
- Знай, опонент тебе не розуміє тебе не тому що дурний, а тому що ти не можеш належно йому пояснити.